# Slavonski Brod
Slavonski Brod è una città della Croazia e un porto sul fiume Sava nella regione storico-geografica della Slavonia. La città è il capoluogo della contea di Brod e della Posavina.
Slavonski Brod vuol dire "Guado Slavone", in opposizione a Bosanski Brod ("Guado Bosniaco") che è la città della Bosnia ed Erzegovina al di là del fiume. Sebbene nel croato moderno, la parola brod significhi "nave", in origine indicava il punto di attraversamento di un corso d'acqua, ed nelle lingue slave è comune per i nomi delle città sorte nei pressi di un fiume. Fino al 1934, la città si chiamava Brod na Savi ("Guado presso il fiume Sava").
Slavonski Brod è famosa per la sua fortezza barocca (in lingua tedesca: "Festung") attualmente in ristrutturazione. Durante la seconda guerra mondiale, la fortezza fu utilizzata come campo di transito (dulag 404) per i militari italiani catturati nell'ambito dell'operazione "Achse".
La città è un importante nodo per il traffico commerciale è infatti nodo ferroviario e stradale oltre a disporre di un porto fluviale.
In epoca jugoslava era importante per le sue industrie (specialmente la ditta "Đuro Đaković"), distrutte però nel corso della guerra degli anni '90.